# Manton (Wiltshire)
Manton – wieś w Anglii, w hrabstwie Wiltshire. Leży 39 km na północ od miasta Salisbury i 114 km na zachód od Londynu.